# Marky Ramone

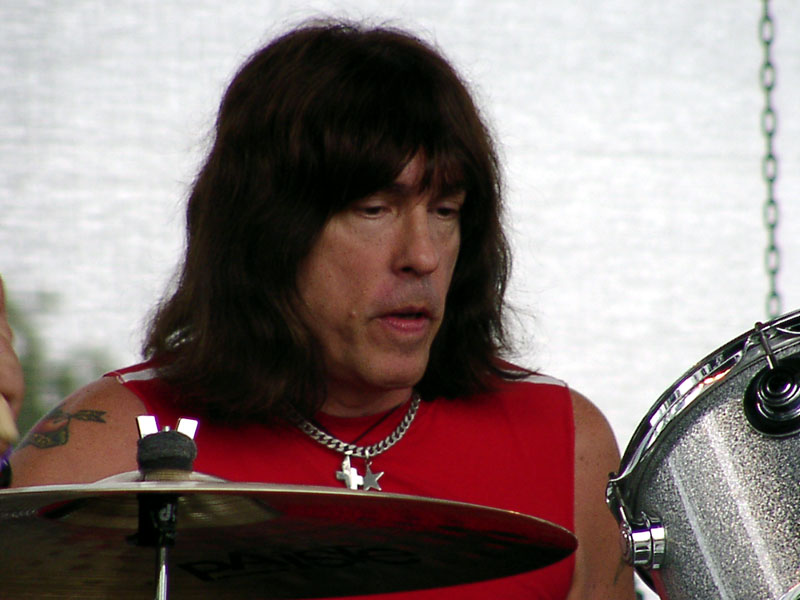
Marky Ramone, 2005

Marky Ramone, eg. Marc Bell, född 15 juli 1952 i Brooklyn, New York, är en amerikansk musiker, mest känd som trummis i punkrockbandet Ramones 1978-1983 (då han fick sluta på grund av sitt drickande) och återigen 1987-1996. 
Han har även bland annat spelat i The Misfits och The Voidoids. 
Han skivdebuterade 1971 med bandet Dust som släppte två skivor.